# 阿拉斯泰爾·摩根
阿拉斯泰爾·摩根，CMG（英語：Alastair William James Morgan，1958年5月28日—），英國外交官，2015年至2018年间任英國駐朝鮮民主主義人民共和國大使，此前亦曾任駐廣州總領事、貿工部部員、駐日大使館及駐華大使館館員等職。

## 經歷
- 1983年－1985年：日本學習院大學英語語言文學講師[2]
- 1985年－1986年：加入貿工部（英语：Department of Trade and Industry (United Kingdom)）[2]、隸屬於保險處[3]
- 1988年－1989年：貿工部國務大臣私人秘書[3]
- 1989年－1991年：貿工部北美貿易政策科長[3]
- 1991年：貿工部財務處[3]
- 1991年－1992年：日語訓練[3]
- 1992年－1996年：駐日大使館貿易政策一等秘書[3]
- 1996年－1999年：貿工部英國併購處長[3]
- 1999年－2001年：英國國際貿易總署（BTI；現已併入英國貿易投資署）代理執行長／英國投資促進局營業總監[3]
- 2001年－2002年：日本經濟產業省高級顧問[3]
- 2002年－2006年：駐日大使館貿易政策參贊、對英投資負責人[2]
- 2006年：漢語訓練[3]
- 2007年－2010年：駐華大使館貿易投資參贊[2]
- 2010年－2014年：駐廣州總領事[3]
- 2015年－2018年：駐朝鮮大使[3]